# Lützen
Lützen (tyskt uttal) (fil)) är en småstad (stadskommun) i Tyskland, belägen i Burgenlandkreis i förbundslandet Sachsen-Anhalt, tjugo kilometer sydväst om Leipzig.
Lützens stadskommun har under senare år flera gånger slagits samman med närliggande orter; med Röcken (2009), Großgörschen, Muschwitz, Poserna, Rippach och Starsiedel (2010) och Dehlitz, Sössen och Zorbau (2011).
Staden är framförallt känd för två fältslag, det första slaget vid Lützen 1632, där den svenske kungen Gustav II Adolf stupade under trettioåriga kriget, och det andra slaget vid Lützen 1813, under Napoleonkrigen. Byn Röcken nära staden är känd som Friedrich Nietzsches födelseplats.

## Geografi
Staden ligger i ett låglänt jordbruksområde omkring 20 km sydväst om centrala Leipzig, intill gränsen till förbundslandet Sachsen.

Karta över Lützens administrativa kommundelar och småorter.

## Historia
Staden med dess slott och borglän lydde från 1200-talet fram till reformationen på 1500-talet under biskopsdömet Merseburg. När detta sekulariserades på 1560-talet blev Lützen del av Kurfurstendömet Sachsen.
Efter epidemier av hjärnhinneinflammation och pest, 1583 respektive 1585, dömdes i en häxprocess 1585 stadens likbärare Melchior Schimpf och hans hustru Ursula till döden på bål, för att genom förbannelser ha orsakat pestepidemin.

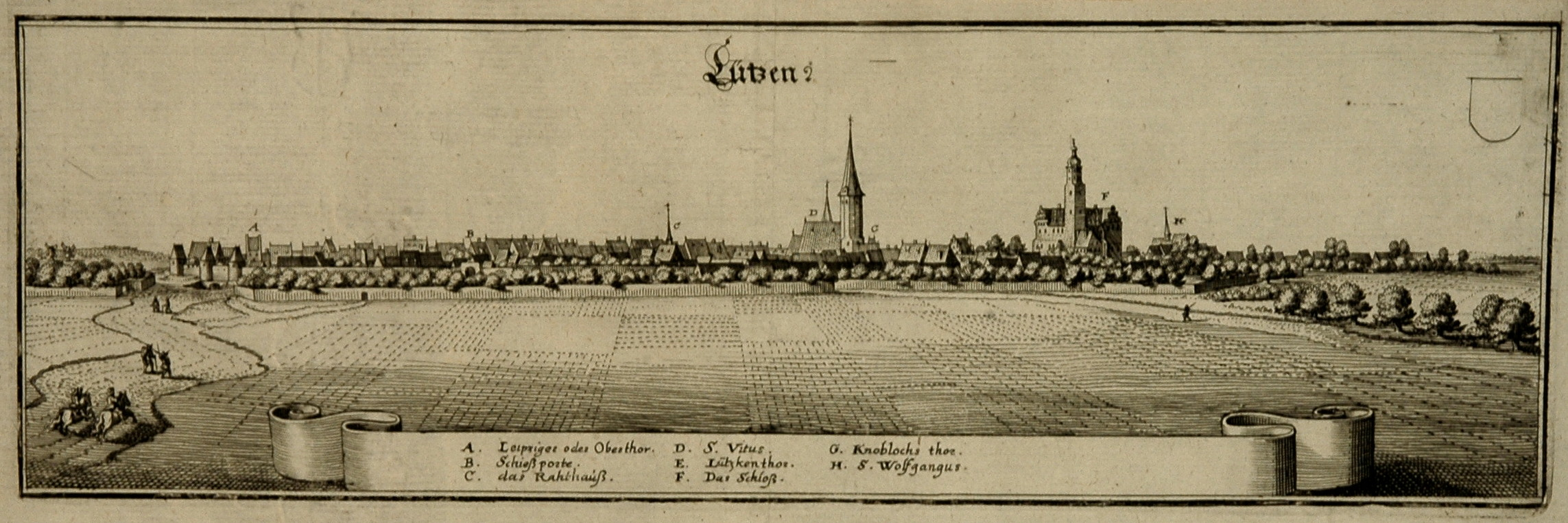
Lützen omkring år 1650. Kopparstick av Matthäus Merian den äldre.

År 1632 var staden skådeplats för Slaget vid Lützen, där den svenske kungen Gustav II Adolf ledde den svensk-protestantiska armén mot den kejserliga armén under Albrecht von Wallenstein. Gustav II Adolf stupade i slaget, och platsen där han stupade strax nordost om staden utmärktes med en minnessten, den så kallade Schwedenstein. Senare tillkom även ett monument och ett kapell på platsen.
Det andra Slaget vid Lützen, även kallat Slaget vid Grossgörschen, utkämpades 1813 mellan Napoleons franska armé och en preussisk-rysk armé under Gebhard Leberecht von Blücher. Slaget slutade med fransk seger. Detta slag benämns ofta efter Lützen, då Napoleon övernattade vid Schwedenstein under natten före slaget, med anledning av kopplingen till Gustav II Adolf, som av Napoleon sågs som en av de stora fältherrarna i historien.
Efter Wienkongressen 1815 tillföll staden Lützen, tillsammans med större delen av sitt dåvarande förvaltningsområde, Provinsen Sachsen i kungadömet Preussen. Under Östtyskland låg Lützen från 1952 till 1990 i Kreis Weissenfels i Bezirk Halle. Efter att efter Tysklands återförening 1990 tillhört Landkreis Weissenfels från 1994 till 2007 är staden sedan den sachsiska administrativa reformen 2007 en del av länet Burgenlandkreis.

## Utbildning
Staden har en skola för den obligatoriska skolans övre årskurser, Freie Gesamtschule Gustav Adolf, och dessutom tre grundskolor för de lägre årskurserna i Lützen, Grossgöhren och Grossgörschen. Lützens studieförberedande gymnasieskola, Gustav-Adolf-Gymnasium, lades ned 1999 på grund av för litet elevunderlag.

## Sevärdheter

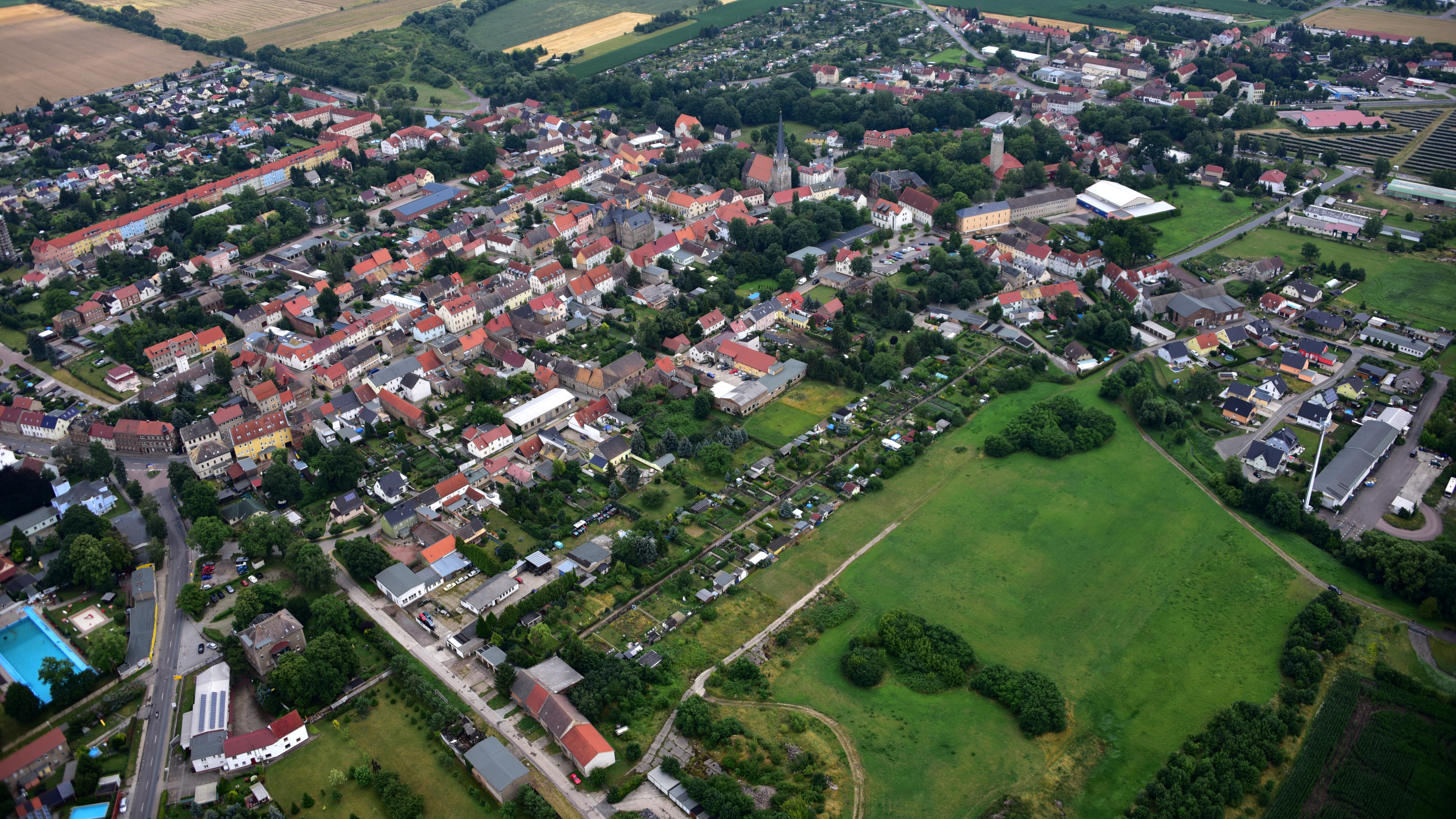
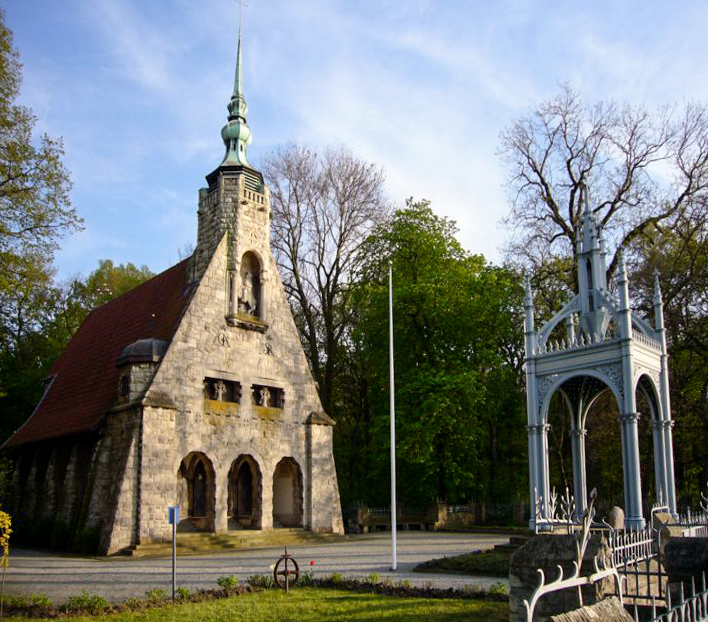
Schwedenstein, Gustav Adolf-minnesplatsen.
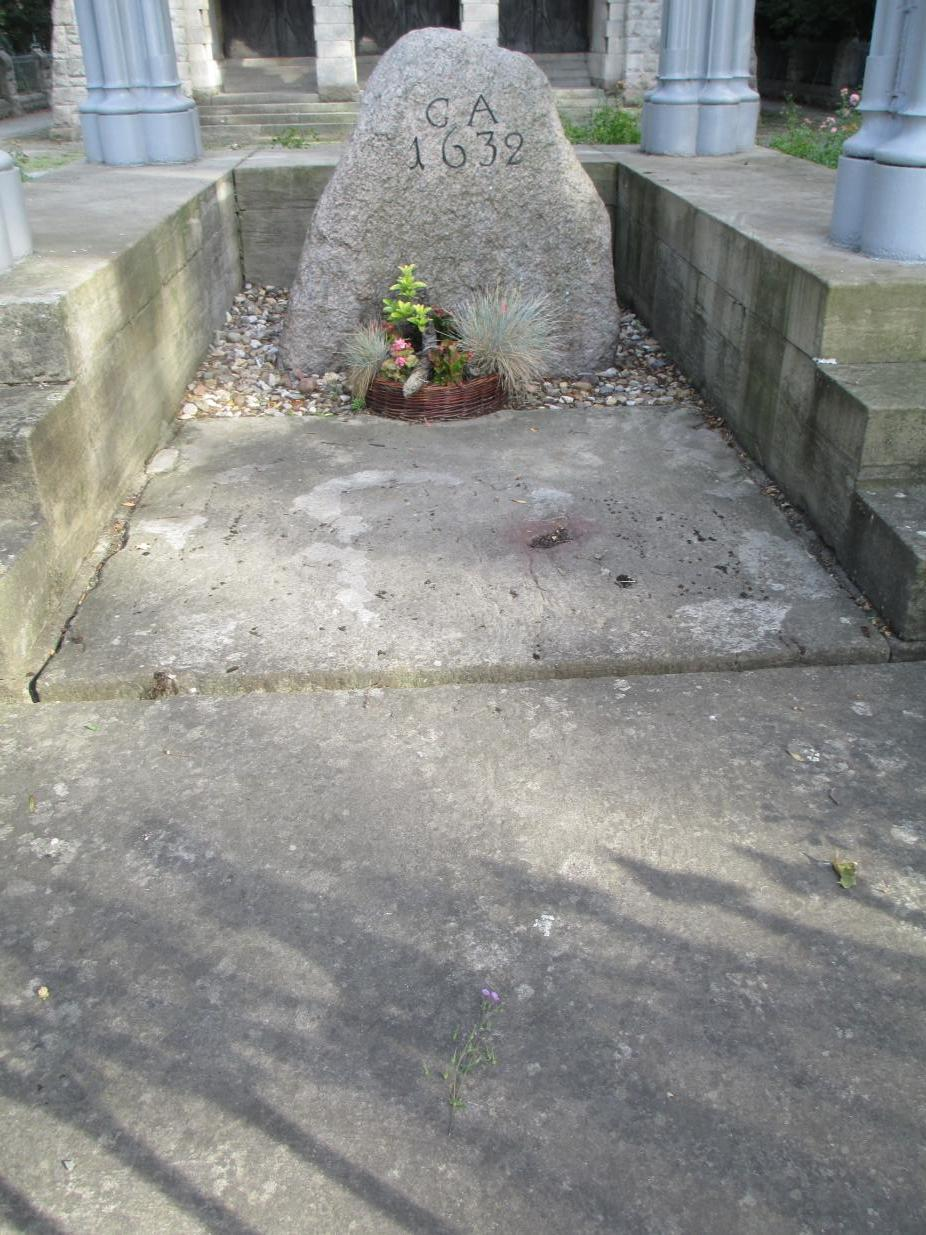
Den svenske kungens exakta dödsplats anges vara här.
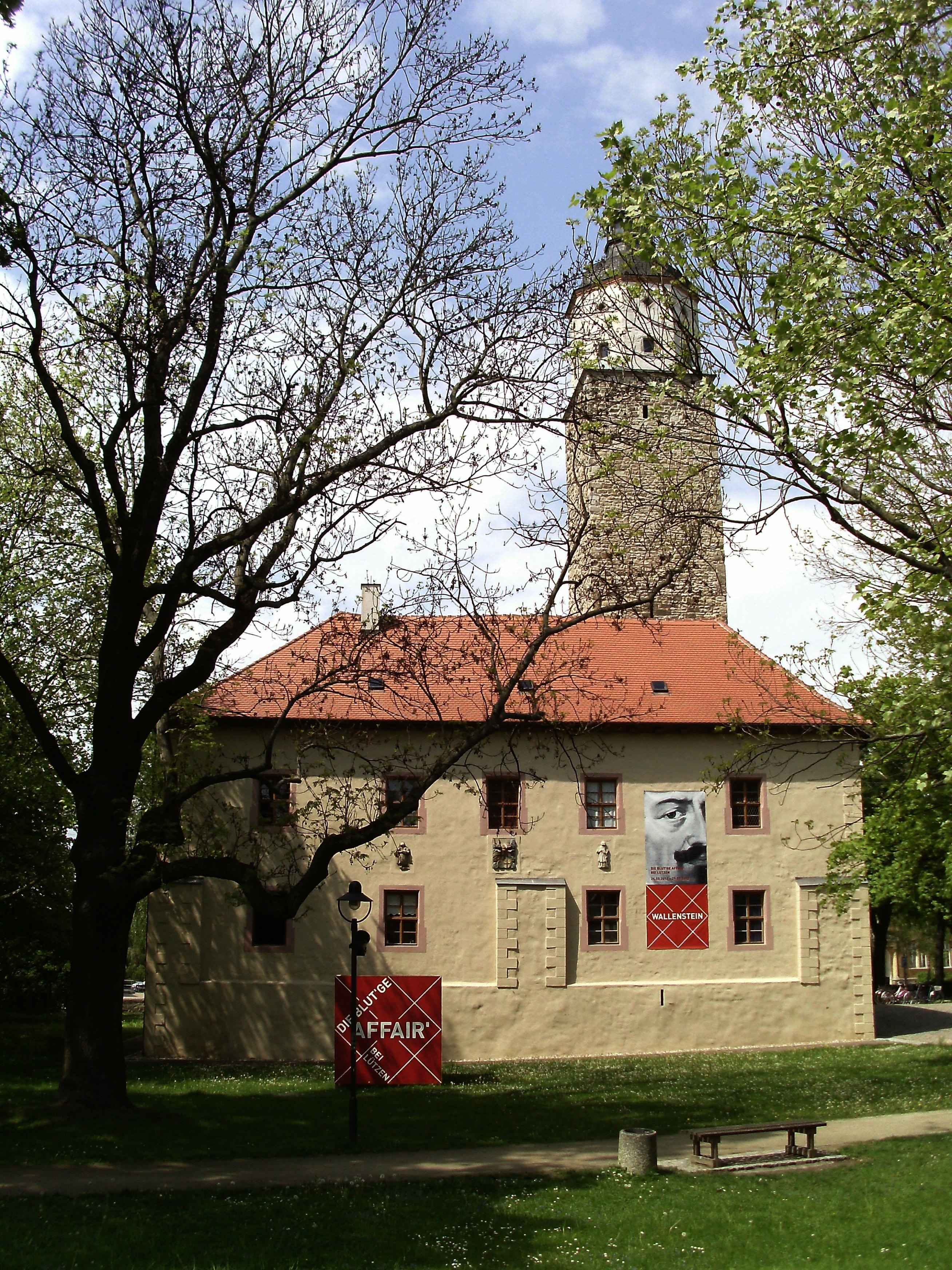
Schloss Lützen
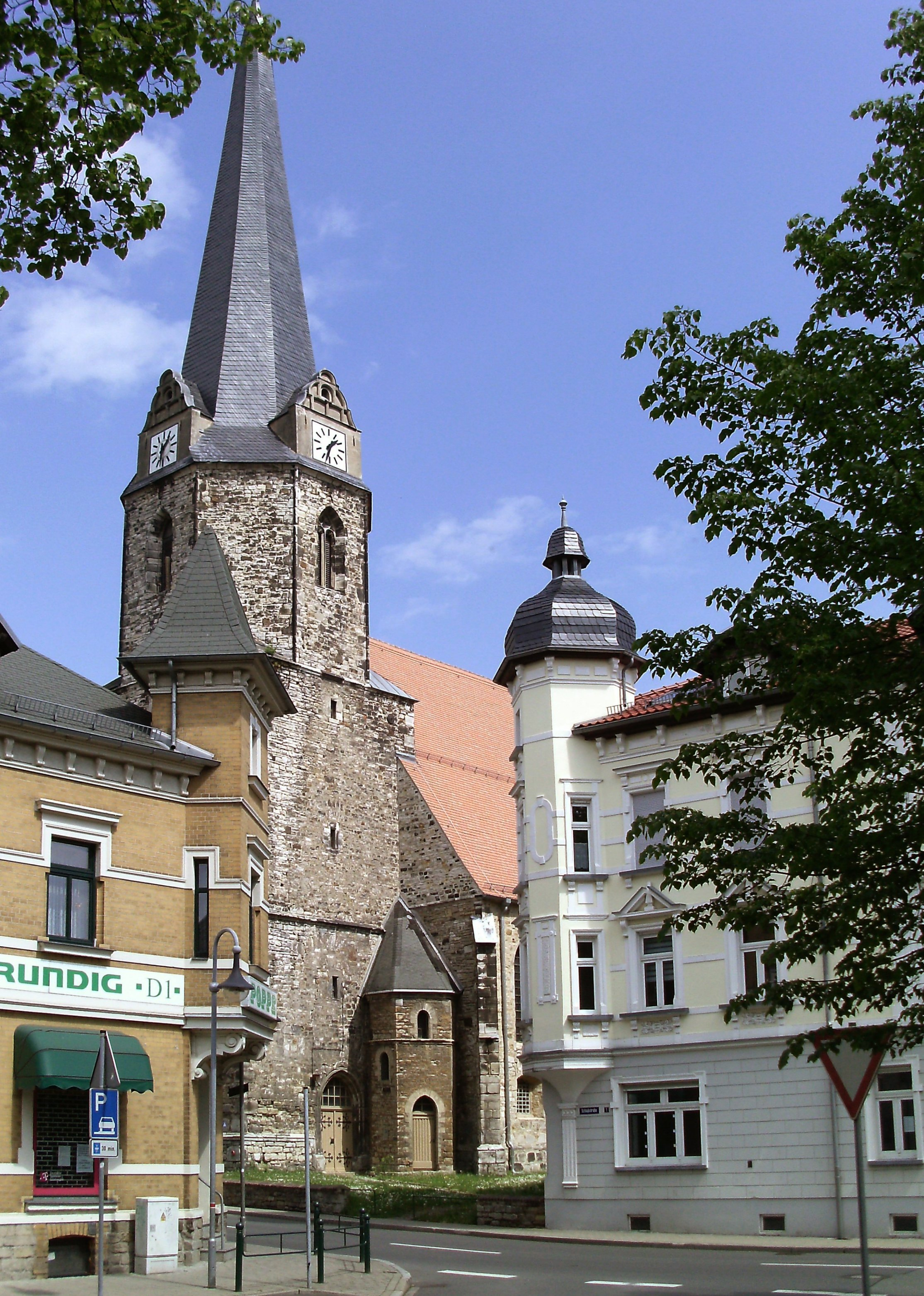
Stadskyrkan
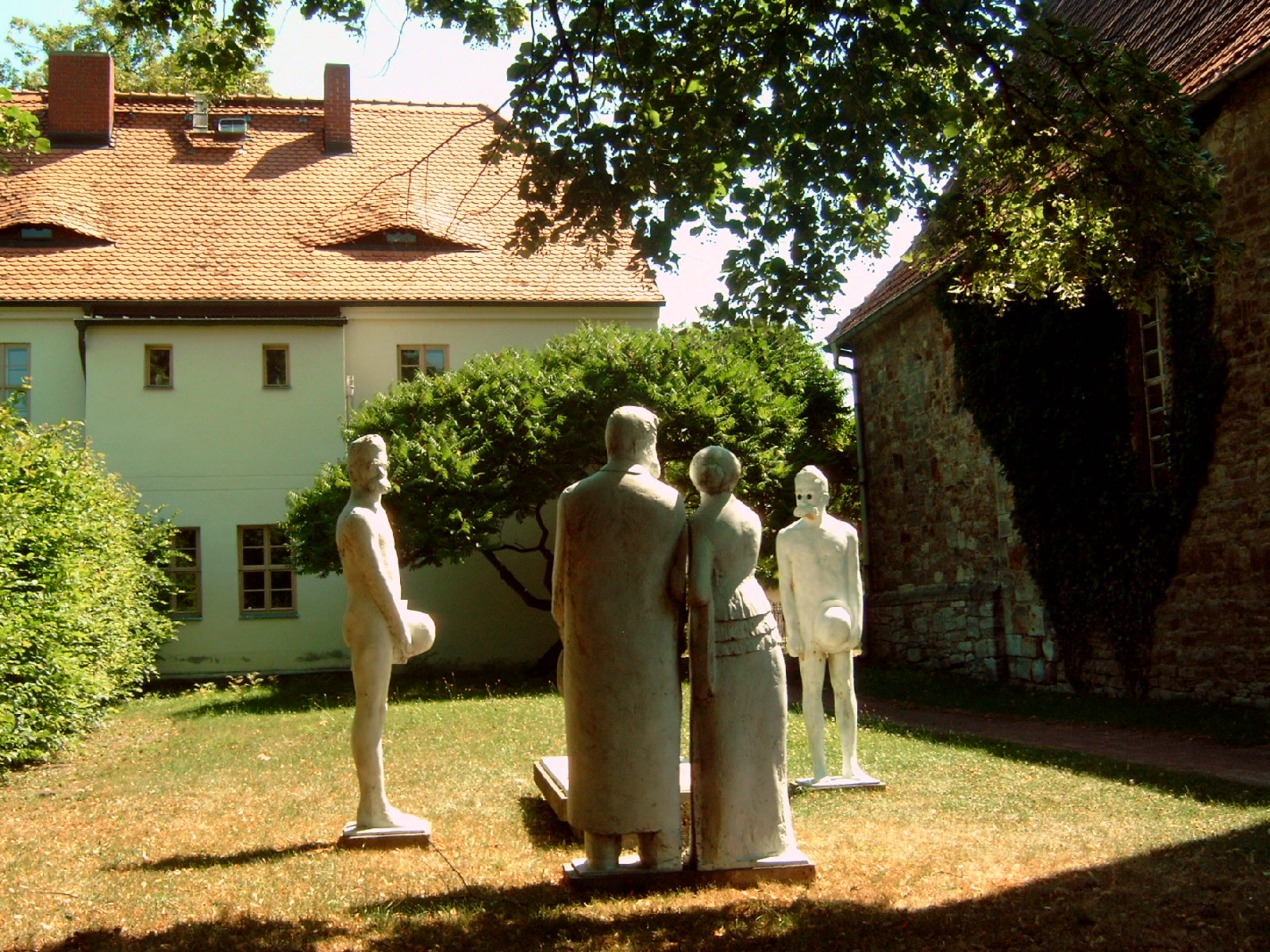
Nietzsche-minnesmärket i Röcken
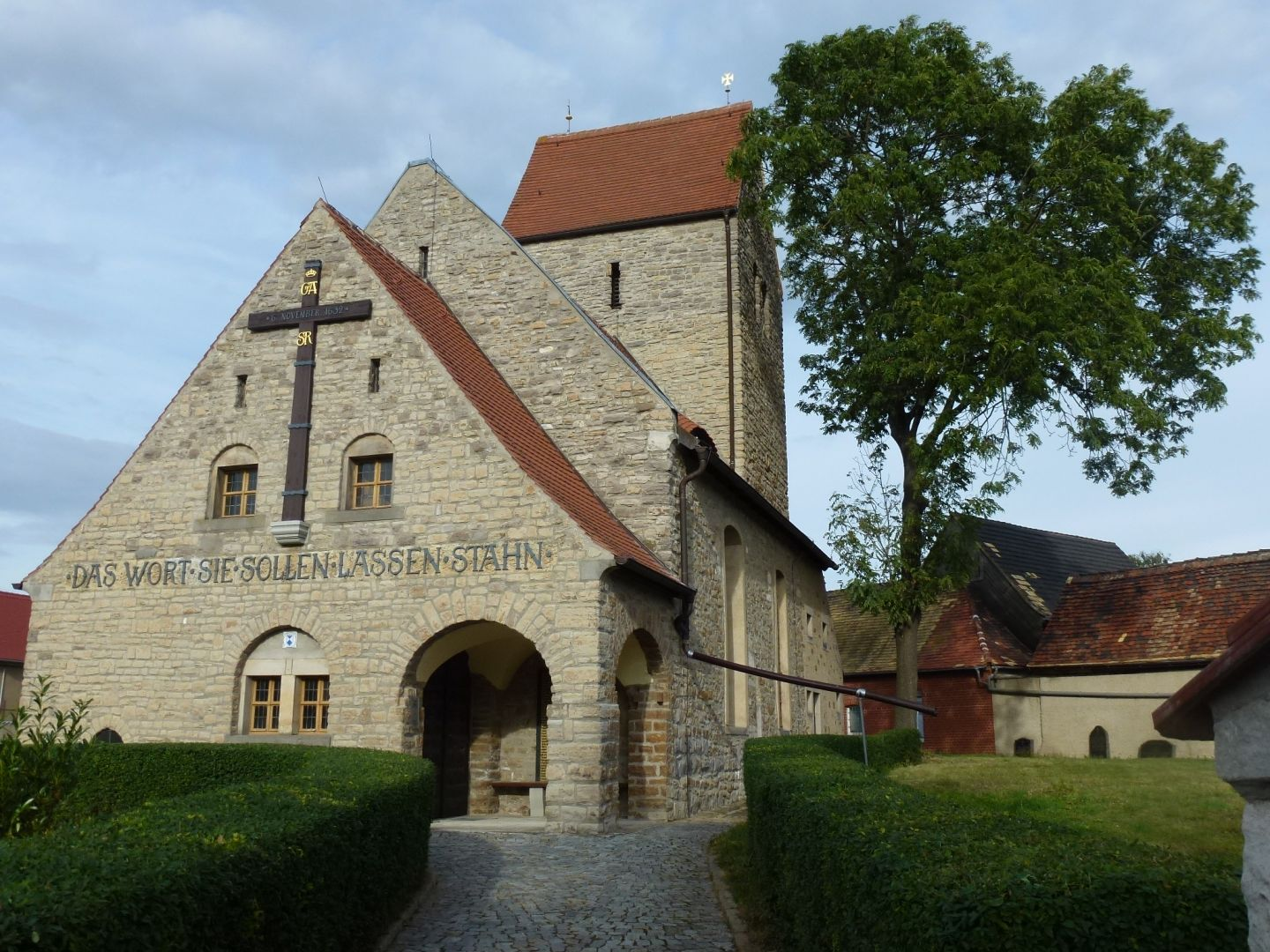
Gustav Adolf-minneskyrkan i stadsdelen Meuchen.
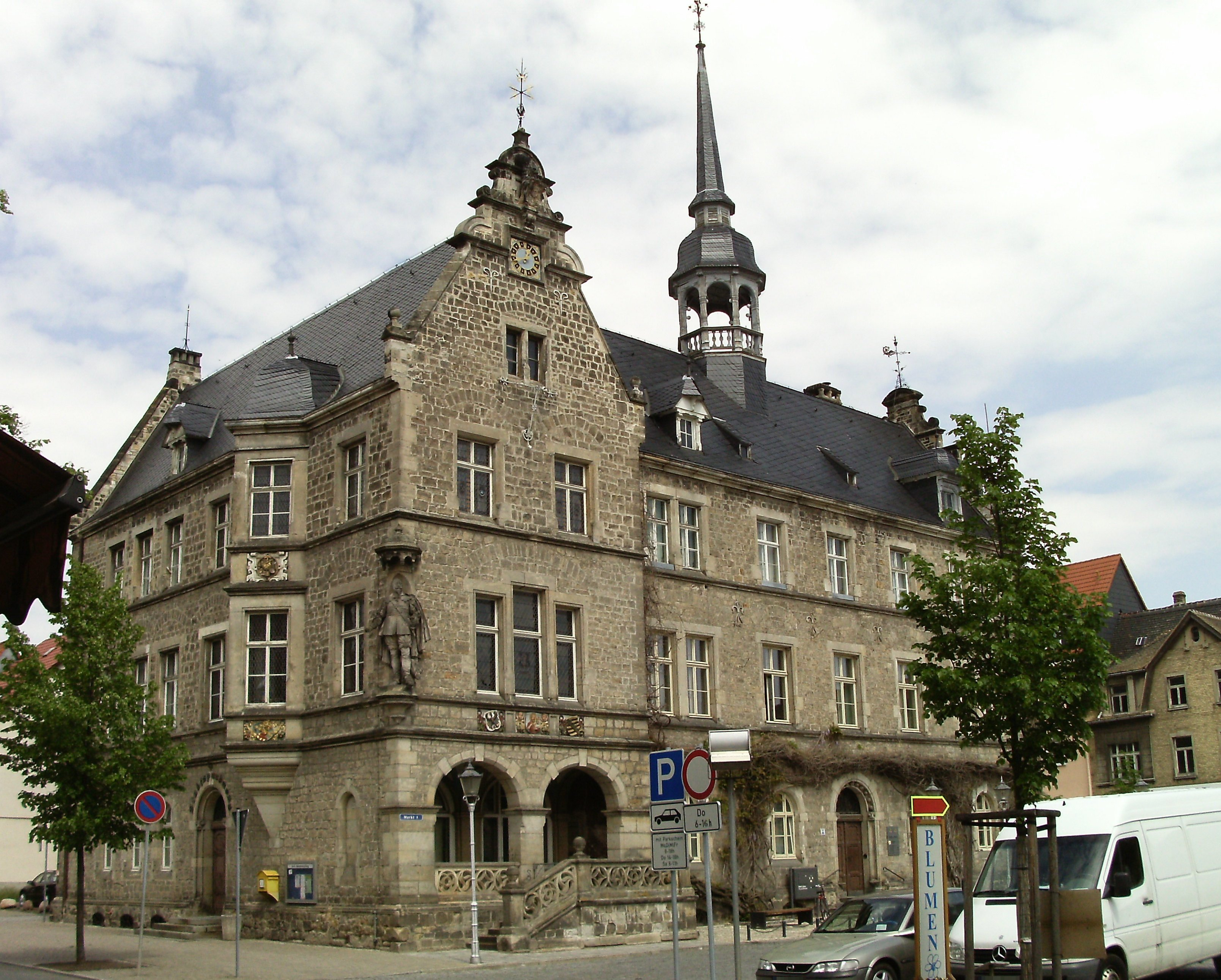
Rådhuset
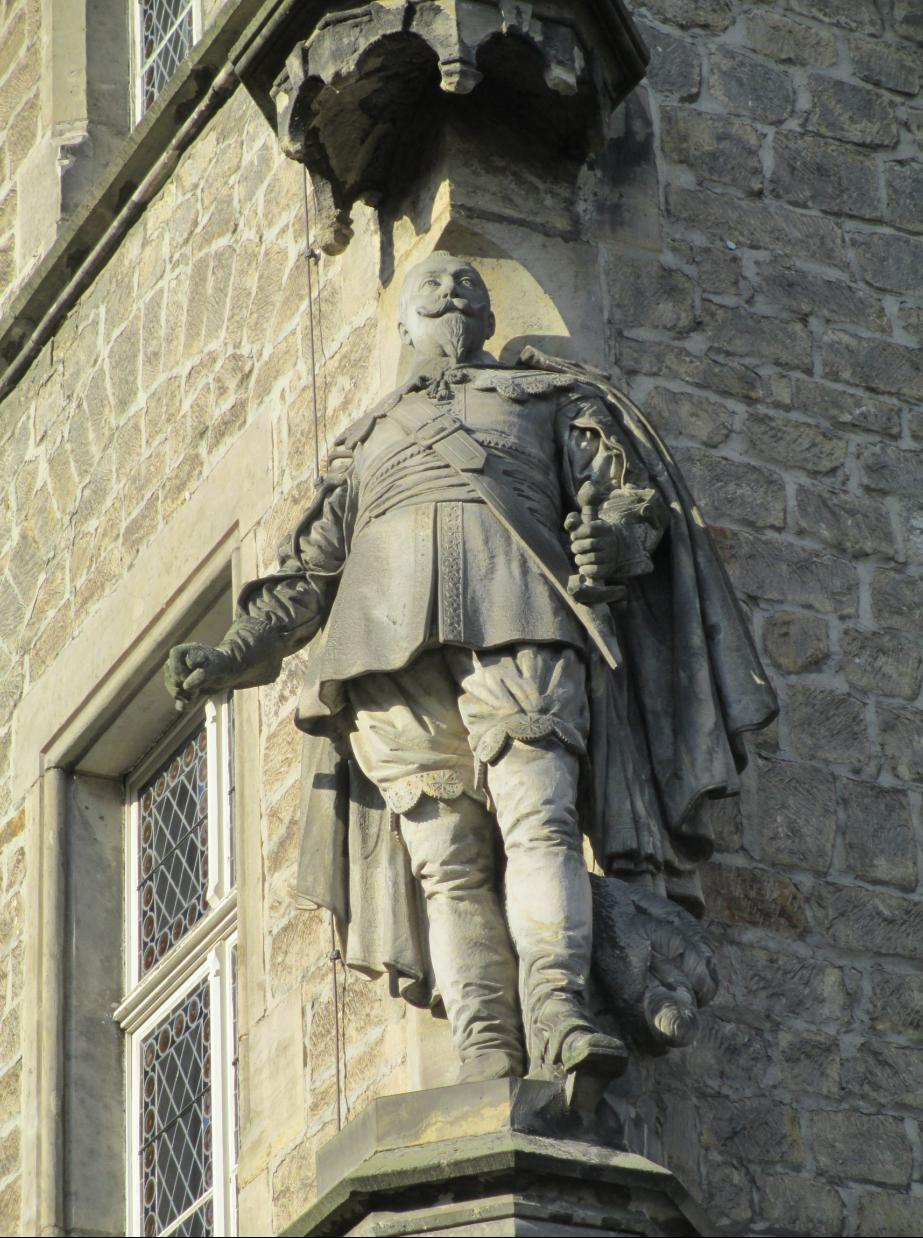
Statyn över Gustav II Adolf på Rådhuset.
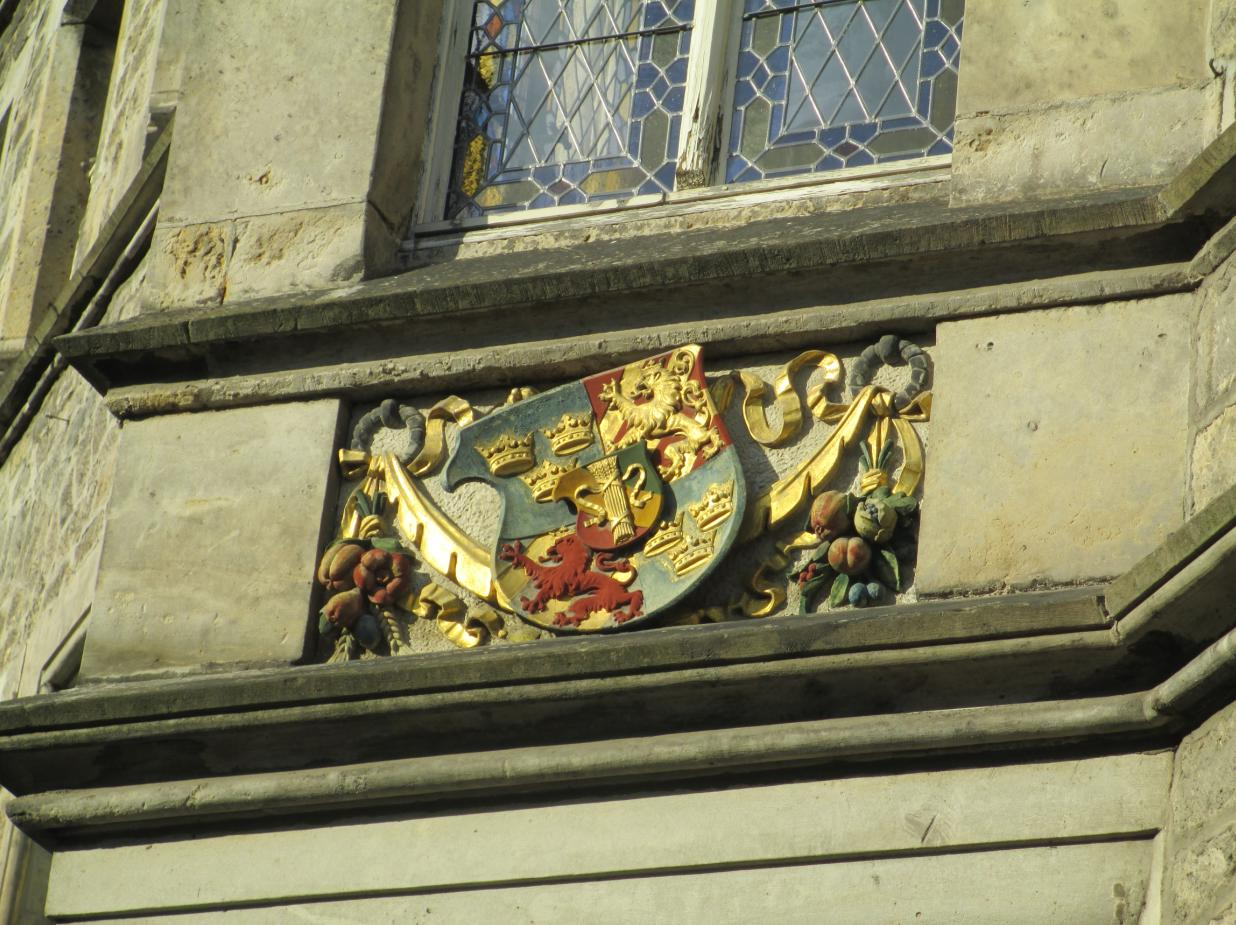
Sveriges riksvapen (Vasaätten) på rådhusets vägg.
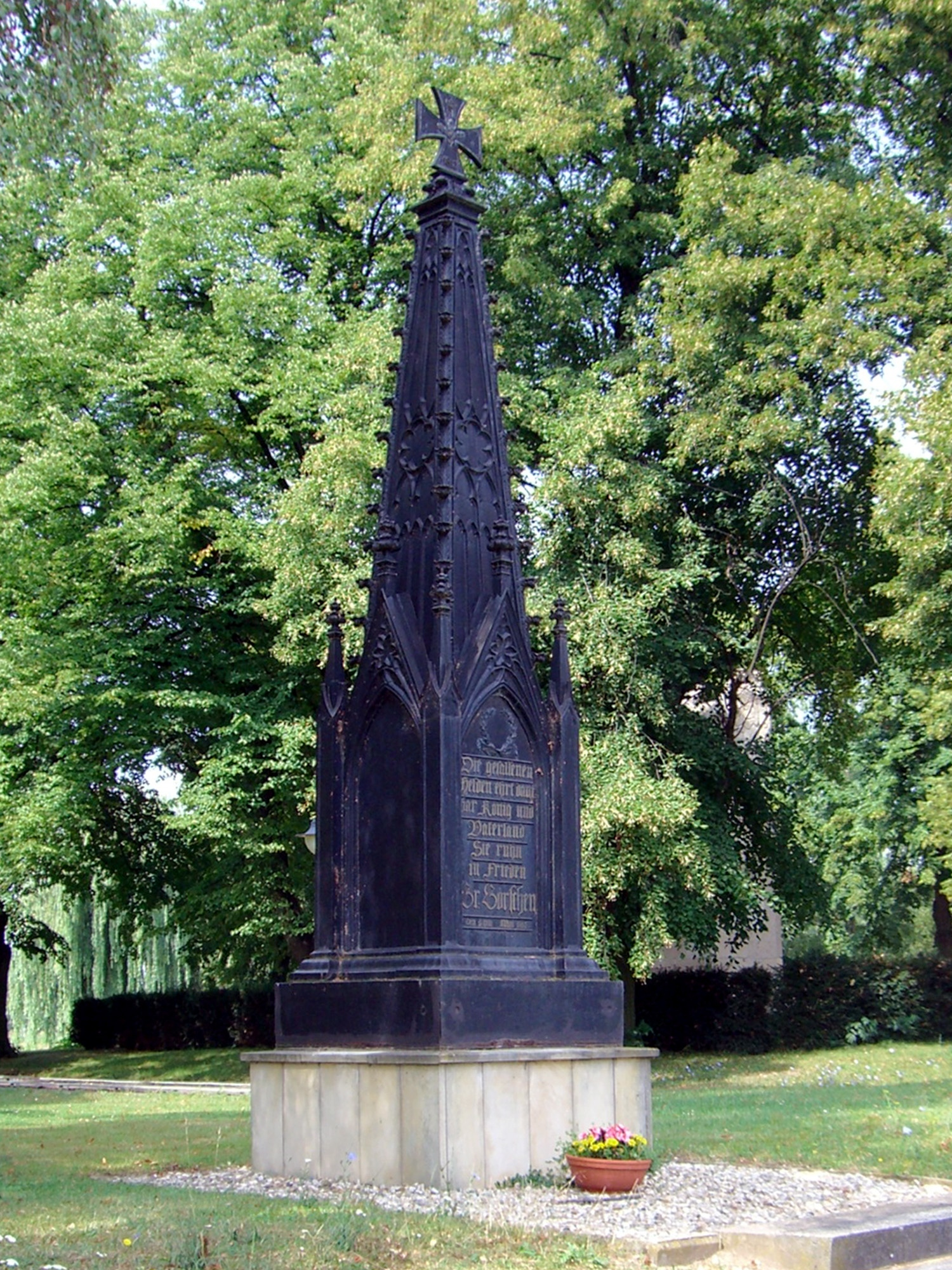
Minnesmärke över fältslaget 1813 i Grossgörschen
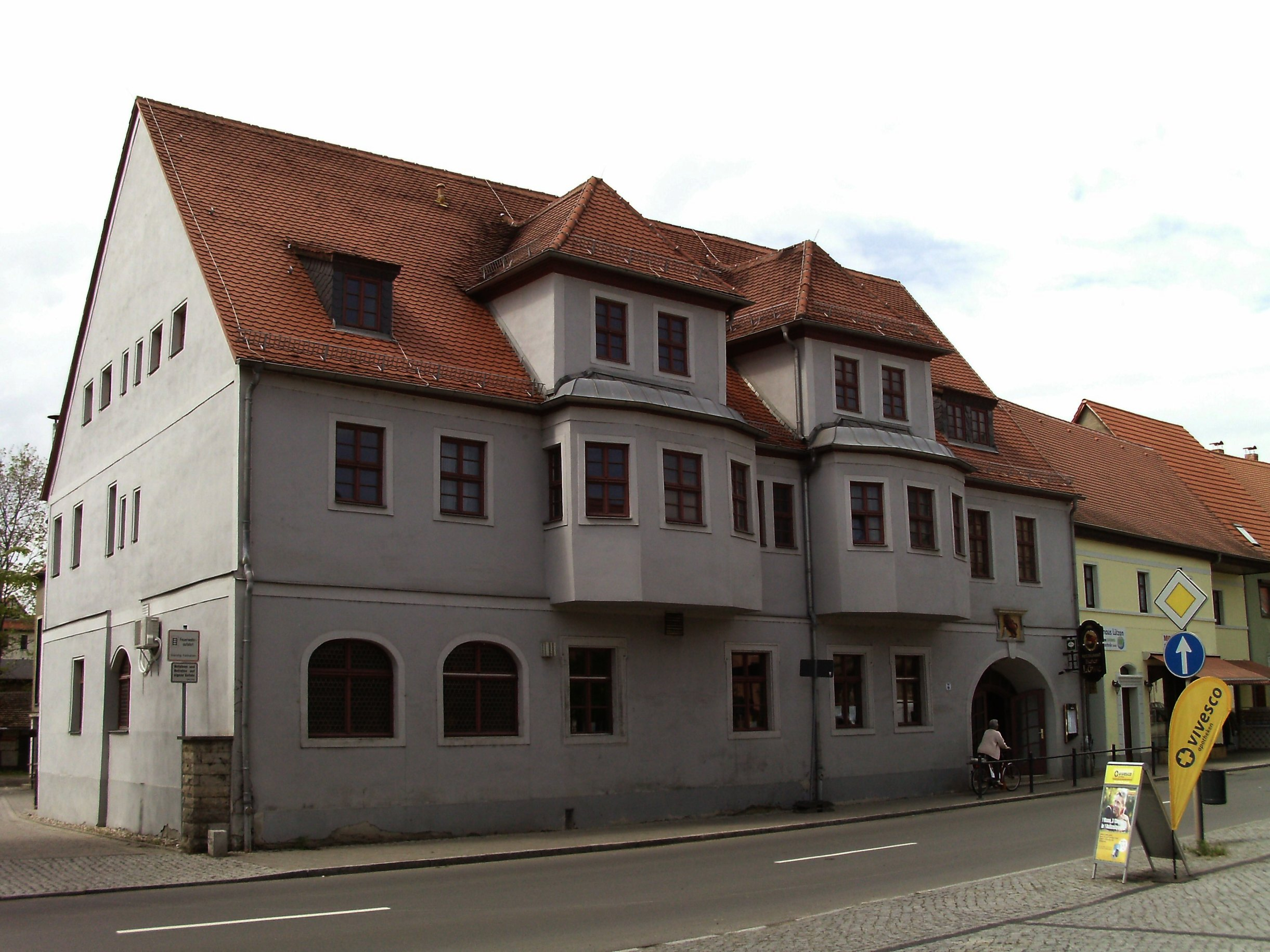
Värdshuset Roter Löwe, Lützens äldsta hus.

- Gustav-Adolf-minnesplatsen vid Schwedenstein, invigd 1837. På platsen finns även ett minneskapell, grundat av den svenske konsulen Oscar Ekman och hans fru Maria 1907.
- I närheten av minnesplatsen finns ett vilthägn i Martzschparken med bland annat rådjur och uroxar.
- Schloss Lützen, uppfört i slutet av 1200-talet för biskoparna av Merseburg.  Sedan 1928 är slottet stads- och regionalhistoriskt museum, med utställningar och dioramor om de båda slagen vid Lützen 1632 och 1813.  Slottet har även en utställning om författaren Johann Gottfried Seume, samt inrymmer stadsarkivet och ett café.
- Gustav Adolf-minneskyrkan i Meuchen, dit Gustav II Adolf enligt lokal tradition först fördes efter slaget. Kyrkan är ursprungligen en medeltida romansk bykyrka som byggts om till gotisk kyrka under 1400- och 1500-talet. En större ombyggnad till minneskyrka avslutades 1912.
- Rådhuset, uppfört 1884/1885, med delar av interiören bevarad från 1800-talet.
- Sankt Viti-kyrkan, Lützens stadskyrka, påbörjad 1488 på platsen för en tidigare romansk kyrka och invigd 1513. Kyrkan är uppförd i sengotisk stil. 1531 tillkom tornet. Tornet var tidigare 77 m högt men förkortades med 10 m efter en brand och ombyggnad 1778.
- Flera minnesmärken över 1813 års fältslag i och omkring orten Grossgörschen.
- Monarchenhügel, den kulle söder om Grossgörschen varifrån den preussiske kungen Fredrik Vilhelm III av Preussen och tsaren Alexander I av Ryssland övervakade fältslaget 1813.
- Minnesplats över Friedrich Nietzsche i födelseorten Röcken.
- Minnesmärke över fascismens offer i slottsparken, avtäckt 1951.
- Värdshuset Roter Löwe, Lützens äldsta hus uppfört omkring 1535.

## Kommunikationer
Staden ligger i närheten av motorvägarna A9 (Berlin - München) och A38 (Leipzig - Drammetal). Genom staden går förbundsvägen Bundesstrasse 87 (Frankfurt (Oder) - Ilmenau).
Bussförbindelser finns bland annat mot Merseburg och Weissenfels.
Den tidigare regionala järnvägen mellan Leipzig-Plagwitz och Pörsten som gick genom Lützen är sedan 1999 nedlagd och spåren upprivna. Delsträckan mellan Lützen och Leipzigförorten Lausen är idag ombyggd till asfalterad cykelväg; cykelavståndet till centrala Leipzig är drygt 20 km. Från Lützen fortsätter cykelleden västerut mot Bad Dürrenberg och Geiseltalsee.

## Kända Lützenbor
- Friedrich Nietzsche (1844-1900), filosof, född i Röcken utanför Lützen.
- Johann Gottfried Seume (1763-1810), författare och diktare.